# Guerra en el cielo

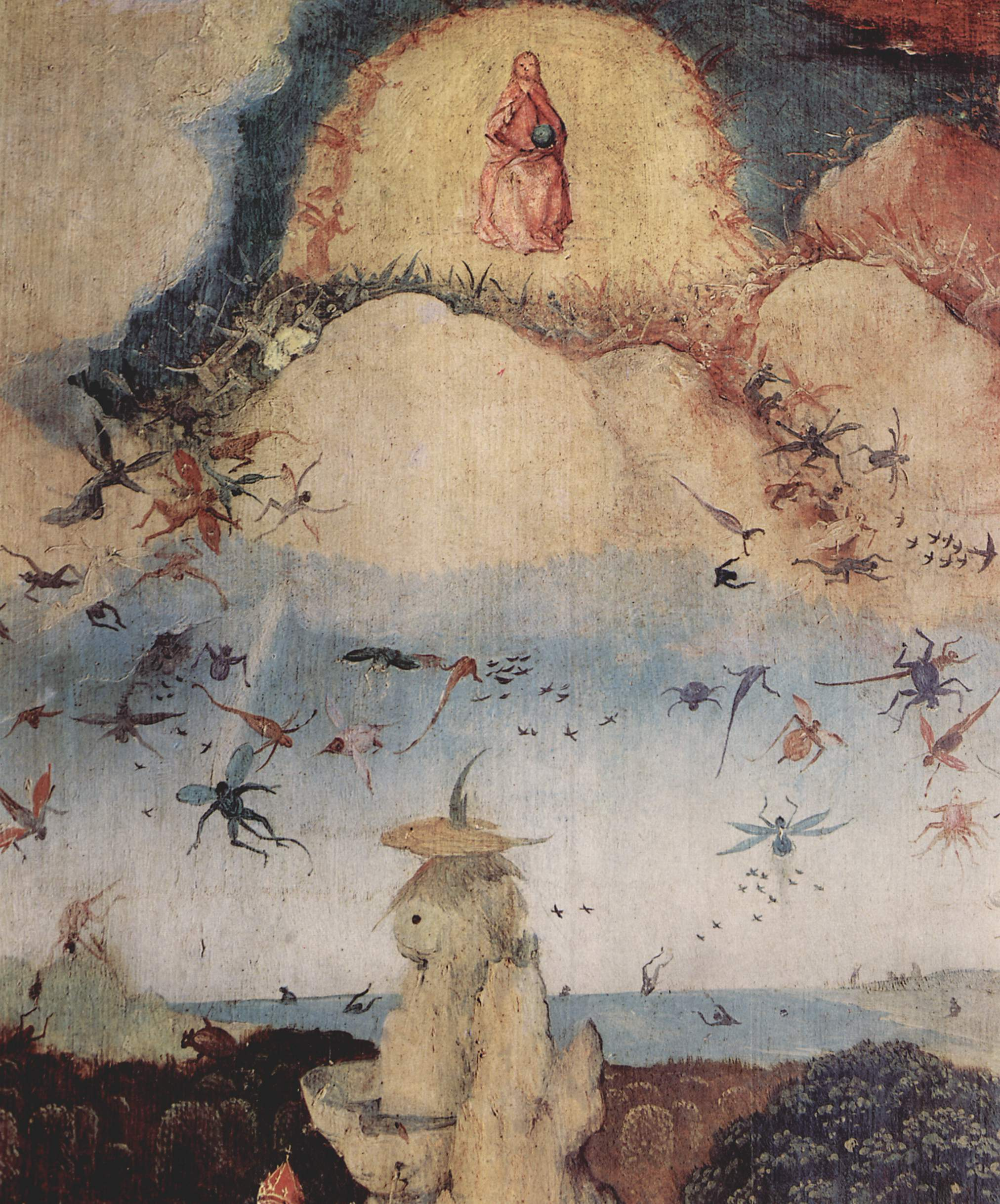
La Caída de los Ángeles Rebeldes; tablero de mano derecha de El Bosco es El carro de heno, c. 1500

El Libro de Apocalipsis describe una guerra en el cielo entre ángeles liderados por el arcángel Miguel contra aquellos liderados por "el dragón", identificado como el diablo o Satanás, y las Bestias del Apocalipsis quienes serán derrotados y arrojados a la tierra. La guerra del Apocalipsis en el cielo está relacionada con la idea de los ángeles caídos, y se han propuesto posibles paralelos en la Biblia hebrea y los Rollos del Mar Muerto.

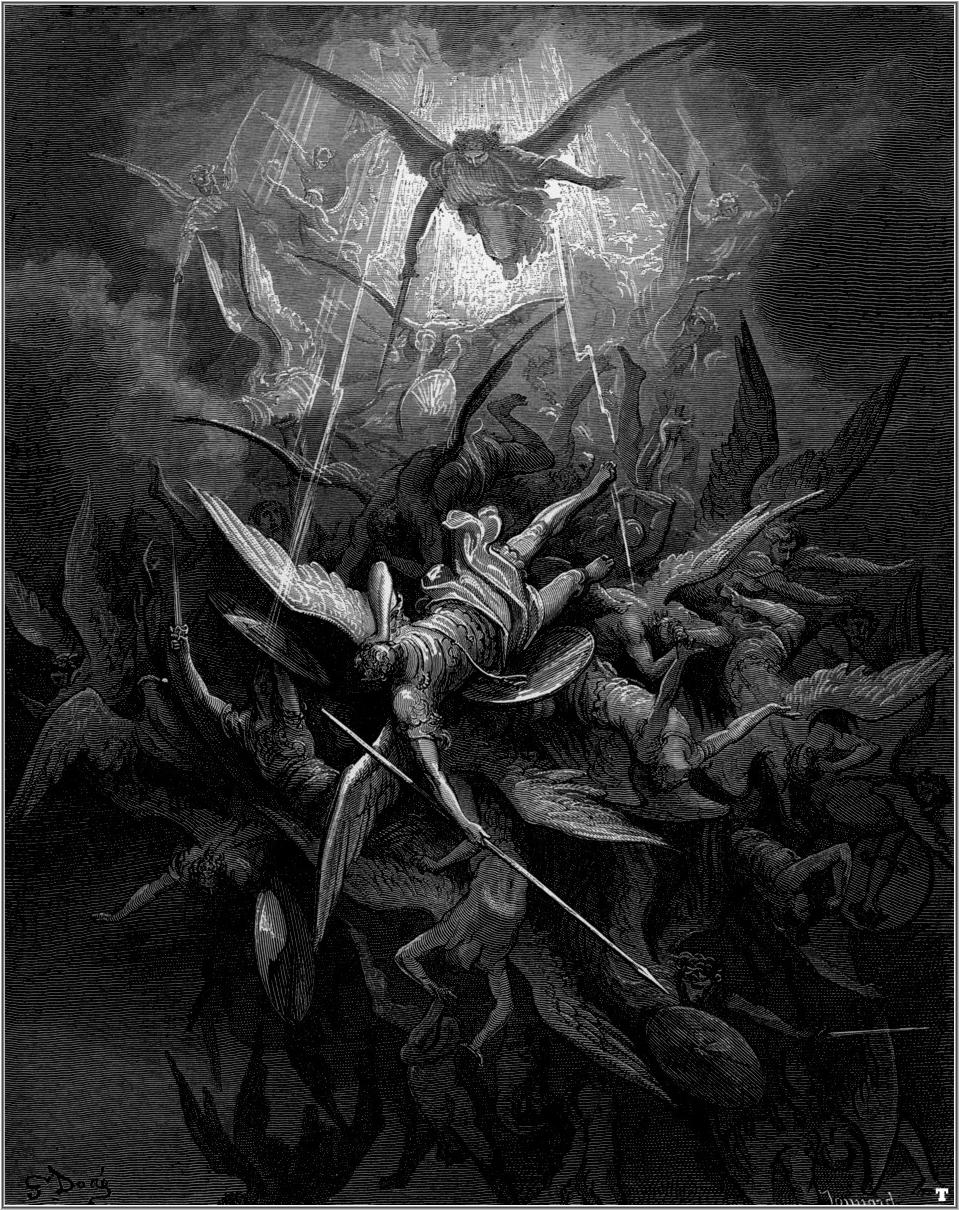
Miguel lanza fuera a los ángeles rebeldes. Ilustración de Gustave Doré para El paraíso perdido de John Milton.

## Interpretaciones
La tradición cristiana tiene historias sobre seres angelicales lanzados abajo de cielo por Dios, a menudo presentando el castigo infligido en particular a Satanás. A raíz de enlazar este motivo con el pasaje citado del Libro de Apocalipsis 12:4, el lanzamiento de Satanás desde el cielo, el cual otras versiones del motivo se presenta como una acción de Dios mismo, se ha atribuido al arcángel Miguel en la conclusión de una guerra entre dos grupos de ángeles, de quien (debido al mencionar de la cola del dragón lanzando un tercio de las estrellas de cielo a la tierra) un tercio está en el lado de Satán, a pesar del hecho que el lanzamiento abajo de las estrellas (12:7 12:4) se vuelve a contar como que ocurre antes del inicio de la "guerra en el cielo" (Revelación 12:7).
Los comentaristas han atribuido la rebelión de Satanás a un número de motivos, todos de los cual se originan de su gran orgullo. Estos motivos incluyen:
- Una negativa de inclinarse ante la humanidad en la ocasión de la creación del hombre—como en las versiones armenia, georgiana, y latina de La Vida de Adán y Eva.[2] La tradición islámica tiene una postura similar: Iblis rehúsa inclinarse ante Adán.
- La culminación de un distanciamiento gradual de Dios a través del libre albedrío (una idea de Orígenes de Alexandria).[3]
- Una declaración por Dios de que todos serían sujetos a su Hijo, el Mesías (como en El paraíso perdido de Milton).[4]

Jonathan Edwards declara en su sermón Sabiduría Mostrada en la Salvación:
Satanás y sus ángeles se rebelaron contra Dios en el cielo, y orgullosamente intentaron probar su fuerza contra la de él. Y cuándo Dios, por su poder todopoderoso, venció a la fuerza de Satanás, y lo envió como relámpago del cielo al infierno con todo su ejército; Satanás todavía esperaba conseguir la victoria por sutileza[.]
En la Enciclopedia Católica (1911) en el artículo "San Miguel el Arcángel", Frederick Holweck escribió: "San Juan habla del conflicto grande al fin de los tiempos, el cual refleja también la batalla en el cielo al principio del tiempo." Añade que el nombre de Miguel "era el grito de guerra de los ángeles buenos en la batalla luchada en el cielo en contra del enemigo y sus seguidores".